# Frederik Karel van Sleeswijk-Holstein-Sonderburg-Plön
Frederik Karel van Sleeswijk-Holstein-Sonderburg-Plön (Sonderburg, 4 augustus 1706 - Traventhal, 18 oktober 1761) was van 1722 tot aan zijn dood de laatste hertog van Sleeswijk-Holstein-Sonderburg-Plön. Hij behoorde tot het huis Sleeswijk-Holstein-Sonderburg-Plön. 

## Levensloop
Frederik Karel was de zoon van Christiaan Karel van Sleeswijk-Holstein-Sonderburg-Norburg uit diens morganatische huwelijk met Dorothea Catharina von Aichelberg. Zijn vader stierf enkele maanden voor zijn geboorte. Op grond van een vergelijk dat zijn vader en zijn oom, hertog Joachim Frederik van Sleeswijk-Holstein-Sonderburg-Plön, in 1702 hadden gesloten, droeg Frederik Karel aanvankelijk de naam von Karlstein. Zijn moeder en zijn voogden streden jarenlang met Joachim Frederik om de opvolgingsrechten van Frederik Karel en de rechtmatigheid van het vergelijk van 1702. Uiteindelijk werd hij in 1708 tot kanunnik in Maagdenburg benoemd. 
Nadat zijn oom Joachim Frederik in 1722 zonder mannelijke nakomelingen was overleden, werd Frederik Karel door koning Frederik IV van Denemarken erkend in de vorstenstand en als de opvolger van zijn oom in Sleeswijk-Holstein-Sonderburg-Plön. Deze erkenning gebeurde enkel in de gebieden die onder de Deense suzereiniteit stonden, waaronder Norburg. Dit kwam omdat zijn neef Johan Ernst Ferdinand van Sleeswijk-Holstein-Sonderburg-Plön-Rethwisch zijn aanspraken op het hertogdom liet gelden en die gesteund werd door keizer Karel VI, de leenheer van de gebieden van Frederik Karel in het hertogdom Holstein. Hierdoor werd hij door Frederik IV enkel beleend met Norburg, waardoor Frederik Karel hertog van Sleeswijk-Holstein-Sonderburg-Norburg werd, enkele maanden voor het overlijden van de laatste titulaire hertog uit de oude linie van Norburg, Ernst Leopold.
In 1724 en 1725 ondernam Frederik Karel een grand tour langs Duitse vorstenhoven en naar Utrecht, die niet alleen zijn persoonlijke opleiding als doel had, maar waarmee hij ook ondersteuning hoopte te verwerven voor zijn aanspraken op Plön. Pas na het overlijden van zijn neef Johan Ernst Ferdinand in 1729 kon hij hertog van Sleeswijk-Holstein-Sonderburg-Plön worden. Vervolgens stond hij Norburg terug af aan de Deense koning. In 1731 werd hij door de Rijkshofraad officieel erkend.
Onder Frederik Karel kende Plön een culturele bloei. Hij liet het Slot van Plön ombouwen in de stijl van de rococo en breidde het complex uit met een grote baroktuin. Ook het lustslot van Traventhal, dat in de 19e eeuw werd afgebroken, liet Frederik Karel ombouwen tot een van de meest uitgebreide gebouwen in Sleeswijk-Holstein.
Aangezien hij geen overlevende mannelijke nakomelingen had, vaardigde hij in 1756 het Plönse Opvolgingstraktaat uit, waarin hij koning Frederik V van Denemarken tot erfgenaam van zijn domeinen benoemde. In ruil hiervoor moest Frederik V verzekeren dat hij al zijn schulden zou overnemen.
In oktober 1761 overleed Frederik Karel op 55-jarige leeftijd in het lustslot van Traventhal, waarna zijn bezittingen volledig naar het Deense koningshuis overgingen.

## Huwelijk en nakomelingen
Op 18 juli 1730 huwde hij in Kopenhagen met Christiane Armgardis von Reventlow (1711-1769), dochter van Christian Detlev von Reventlow, oppervoorzitter van Altona. Ze kregen zes kinderen:
- Sophia Christina Louise (1732-1757), kanunnikes in de Abdij van Quedlinburg
- Frederica Sophia Charlotte (1736-1769), huwde met graaf George Lodewijk II van Erbach-Schönberg
- Christiaan Karel (1738-1740)
- een doodgeboren kind (1741)
- Charlotte Amalia Wilhelmina (1744-1770), huwde in 1762 met hertog Frederik Christiaan van Sleeswijk-Holstein-Augustenburg
- Louise Albertina (1748-1769), huwde in 1763 met vorst Frederik Albrecht van Anhalt-Bernburg

Ook had hij zes buitenechtelijke dochters bij Sophie Agnes Olearius en vijf buitenechtelijke kinderen (drie zonen en twee dochters) bij kamervrouw Catharina Bein. Al deze kinderen werden door Frederik Karel erkend en gelegitimeerd en samen met hun moeders overladen met landerijen, titels en geld.
- Gemeinsame Normdatei: 136026133
- Virtual International Authority File: 80440090
- WorldCat: E39PBJth3Bj6GrCgV6Wb8Ggh73